# Pellaea doniana
Pellaea doniana är en kantbräkenväxtart som först beskrevs av John Smith, och fick sitt nu gällande namn av William Jackson Hooker. Pellaea doniana ingår i släktet Pellaea och familjen Pteridaceae. Inga underarter finns listade.